# Бадана (гора)
Бадана́ (крим. Badana) — гора в Сімферопольському районі АРК, за 4,5 км на південний захід від Сімферополя, належить до Кримських гір.

## Загальні дані
Виступ плоскогір'я Зовнішнього пасма над селами Терек-Елі (Трьохпрудне) та Карач (Трудолюбове), з півночі.
Одна з вершин 351,7 метрів, інша 321,3 м.
Назва пов'язана з селом Бадана (Перове), кримськотатарське badana — вапно.